# 1965年ニューヨーク空中衝突事故
1965年ニューヨーク空中衝突事故（1965ねん ニューヨークくうちゅうしょうとつじこ）は、アメリカ合衆国国内線の旅客便であるイースタン航空853便とトランス・ワールド航空42便がニューヨーク上空で衝突した航空事故（空中衝突）である。
42便は緊急着陸に成功した一方、853便は不時着を余儀なくされ、4人の死者が生じた。

## 事故の概要
1965年12月4日、イースタン航空853便はロッキード1049Cスーパーコンステレーション（機体記号：N6218C）で運航されており、ボストンからニューアークに向かっていた。853便はニューヨーク上空を高度10,000フィート（約3,000m）で飛行していた。この時トランス・ワールド航空42便のボーイング707（機体記号：N748TW）もニューヨークのジョン・F・ケネディ国際空港に着陸するため高度11,000フィート（約3,300m）を飛行していた。ともに計器飛行方式で飛行しており、高度差が1,000フィート（約300m）あったため、衝突する危険性は全く無かった。
この時、両機は雲の上を飛行していたが、853便の機長は正面から別の雲の雲頂付近を飛んできた42便が同じ高度で飛んでいるものと錯覚した。そのため、853便の機長は回避を試みて急上昇したが、引き上げから10秒後の午後4時19分（アメリカ東部時間）に空中衝突した。この衝突で、42便の左主翼は第一エンジン附近まで3分の1がもぎ取られたが、緊急着陸に成功し乗員乗客58名にけが人はいなかった。
一方、853便は右水平尾翼と右垂直尾翼をもぎ取られたため操縦不能に近い状態になった。機長はエンジンの推力操作で機体の制御を行い、ニューヨーク郊外のノースセーラムの原野に不時着した。接地の際に左主翼が樹木に接触しもぎ取られたため、火災が発生したが乗員乗客54名のうち50名が緊急脱出に成功した。だが、残りの4名は犠牲になった。犠牲者4名のうち1人は機体が停止する前に衝突でできた穴から機体の外に逃げようと飛び出したために死亡し、唯一の乗員の犠牲者は最後まで機内に留まり乗客の脱出の手助けをしていた機長であった。